# Aldinga
Aldinga är en del av en befolkad plats i Australien. Den ligger i kommunen Onkaparinga och delstaten South Australia, omkring 41 kilometer söder om delstatshuvudstaden Adelaide.
Närmaste större samhälle är Morphett Vale, omkring 17 kilometer norr om Aldinga. 
Trakten runt Aldinga består till största delen av jordbruksmark. Runt Aldinga är det ganska glesbefolkat, med 29 invånare per kvadratkilometer. Genomsnittlig årsnederbörd är 729 millimeter. Den regnigaste månaden är juni, med i genomsnitt 133 mm nederbörd, och den torraste är december, med 21 mm nederbörd.